# بيجاس
بلدية بيغيس (بالكاتالانية: Begues) هي إحدى بلديات مقاطعة برشلونة، والتي تقع في منطقة كاتالونيا، شرق إسبانيا.
يبلغ عدد سكانها 5.898 نسمة وفقاً لإحصائية سنة (2007).

## أعلام
- جوان نوغويرا